# Hrunamannahreppur
Hrunamannahreppur ([ˈr̥ʏːnaˌmannaˌr̥ɛʰpʏr̥]ⓘ) es un municipio de Islandia. Se encuentra en la zona occidental de la región de Suðurland y en el condado de Árnessýsla.

## Población y territorio
Tiene un área de 1.375 kilómetros cuadrados. Su mayor centro poblado es la localidad de Flúðir.

## Galería

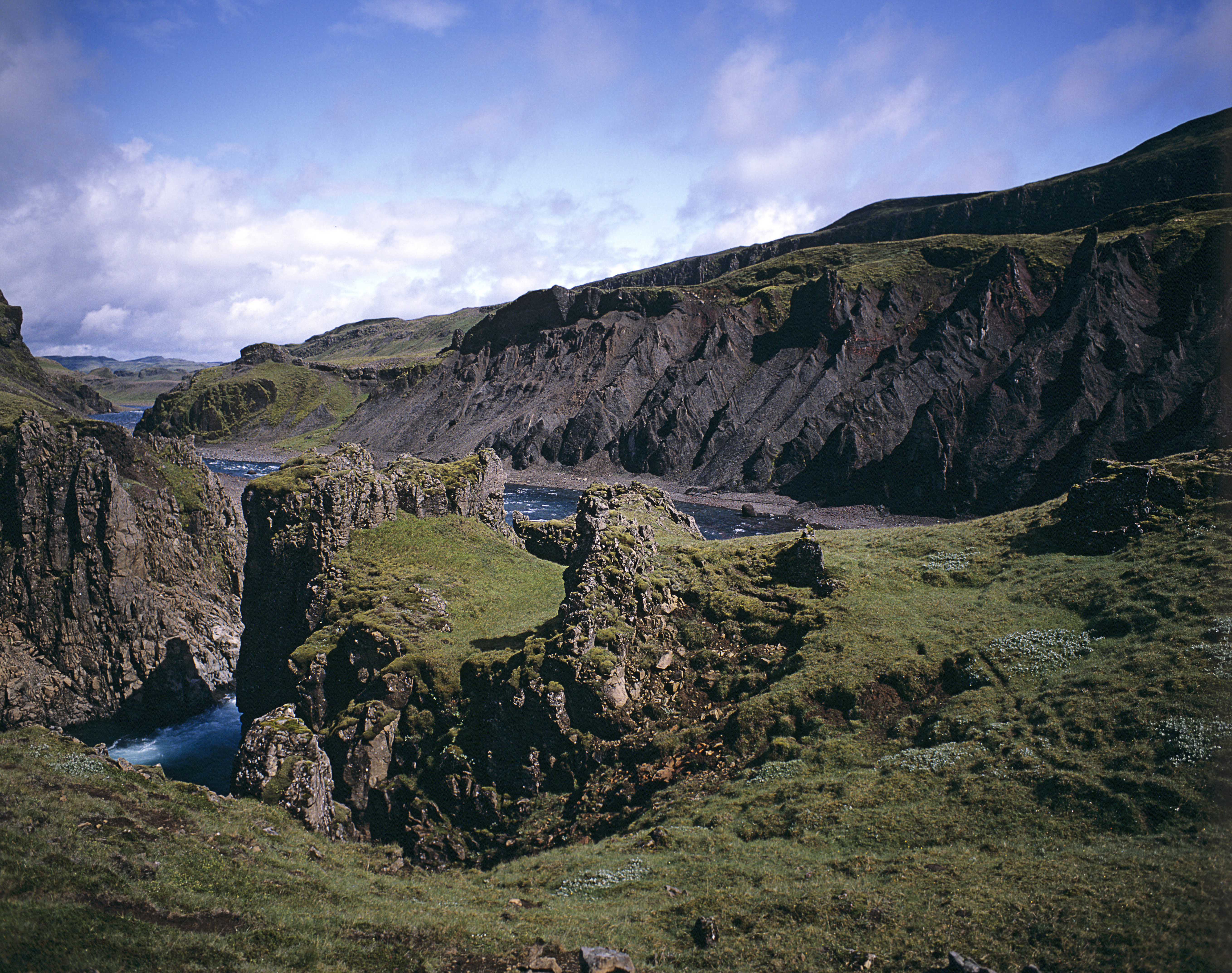
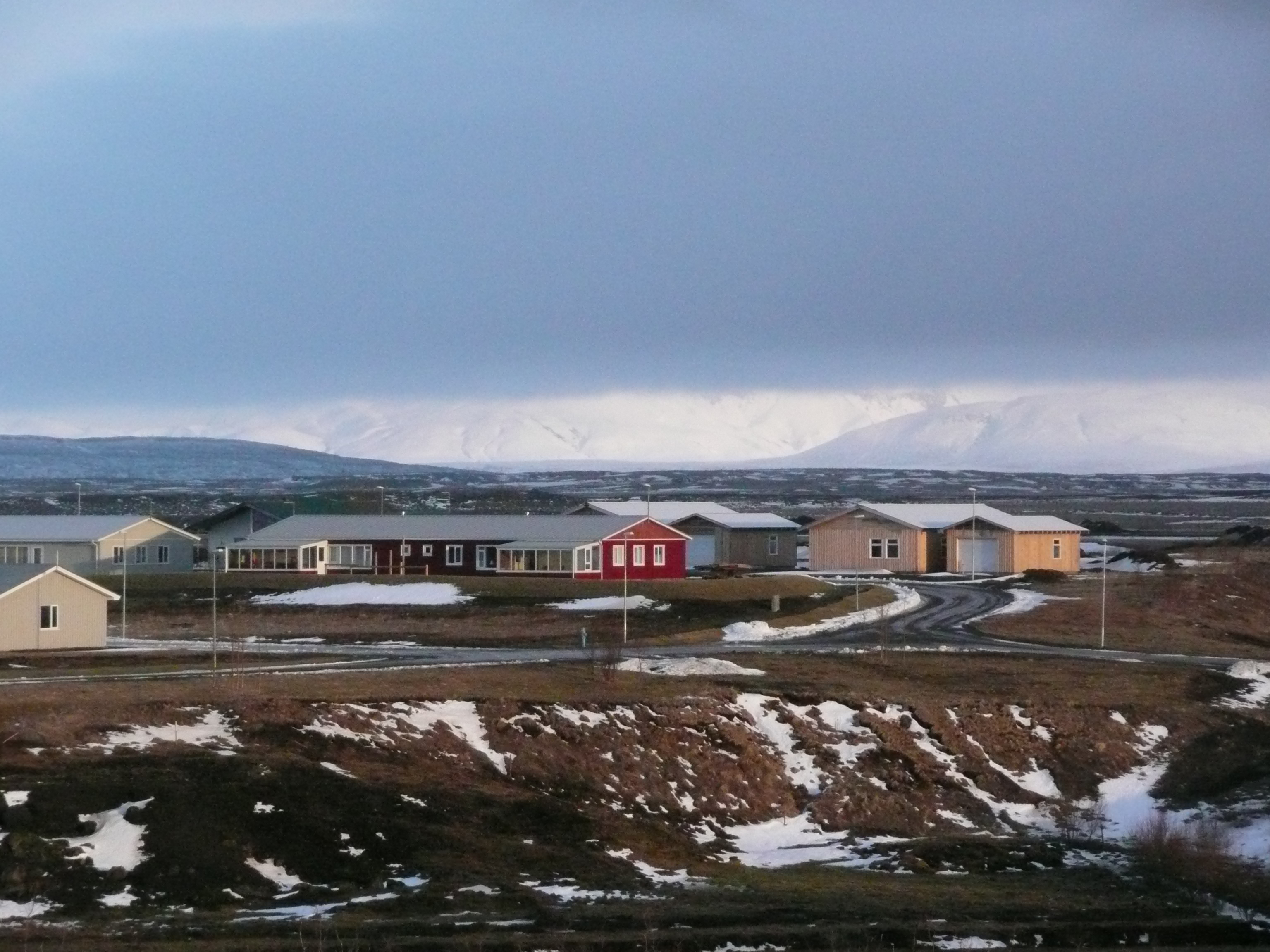